# Warta Sieradz
Klub Sportowy Warta Sieradz – polski klub sportowy założony w 1945 roku z siedzibą w Sieradzu.
Oficjalna data powstania klubu to 1945 rok, ale tak naprawdę zespół "Warta Sieradz" powstał 24 lutego 1957 roku w wyniku fuzji "Gwardii", "Sparty", "Startu" i "Włókniarza". Osobowość prawną otrzymał 6 sierpnia 1957 roku. Pierwszym prezesem był Józef Wojtanka.

## Informacje ogólne
- Pełna nazwa: Klub Sportowy "Warta" Sieradz
- Rok założenia: 1945 r.
- Adres: Sportowa 1, 98-200 Sieradz
- Barwy: zielono-biało-zielone
- Stadion: Miejski Ośrodek Sportu i Rekreacji

pojemność: 1 384
oświetlenie: 500 luxów
wymiary boiska: 100 m x 64 m

## Historia

### Występy w III lidze
III poziom rozgrywek:
- sezon 1963/1964 – 7. miejsce (grupa łódzka)
- sezon 1964/1965 – 7. miejsce (grupa łódzka)
- sezon 1965/1966 – 13. miejsce (grupa łódzka)
- sezon 1979/1980 – 8. miejsce (grupa VIII)
- sezon 1985/1986 – 13. miejsce (grupa centralna)
- sezon 1992/1993 – 12. miejsce (grupa łódzka)
- sezon 1993/1994 – 11. miejsce (grupa łódzka)
- sezon 1994/1995 – 16. miejsce (grupa łódzka)

IV poziom rozgrywek:
- sezon 2008/2009 – 4. miejsce (grupa łódzko-mazowiecka)
- sezon 2009/2010 – 7. miejsce (grupa łódzko-mazowiecka)
- sezon 2010/2011 – 13. miejsce (grupa łódzko-mazowiecka)
- sezon 2011/2012 – 15. miejsce (grupa łódzko-mazowiecka)
- sezon 2012/2013 – 14. miejsce (grupa łódzko-mazowiecka)
- sezon 2013/2014 – 4. miejsce (grupa łódzko-mazowiecka)
- sezon 2014/2015 – 6. miejsce (grupa łódzko-mazowiecka)
- sezon 2015/2016 – 10. miejsce (grupa łódzko-mazowiecka)
- sezon 2017/2018 – 16. miejsce (grupa I)
- sezon 2022/2023 – 15. miejsce (grupa I)
- sezon 2023/2024 – 10. miejsce (grupa I)
- sezon 2024/2025 – 4. miejsce (grupa I)

### Puchar Polski
Poziom centralny
- sezon 1962/1963

I runda 3-1  Wawel Kraków (dom)
II runda 2-0  Olimpia Poznań (wyjazd)
1/16 2-6  Polonia Bytom (d)
- sezon 1963/1964

I runda 5-4  Ravia Rawicz (w)
II runda 4-5 Stocznia Północna Gdańsk (d)
- sezon 1977/1978

II runda Star Starachowice 1-8 (d)
- sezon 1978/1979

I runda Orzeł Łódź 2-1 (d)
II runda Moto Jelcz Oława 0-0 K.4-3 (d)
III runda Wisła Płock 4-3 (d)
1/16 Śląsk Wrocław 2-1 (d)
1/8 Arka Gdynia 1-2 (d)
- sezon 1984/1985

I runda Widzew II Łódź 4-0 (d)
II runda Raków Częstochowa 5-2 (d)
III runda Włókniarz Pabianice 1-3 dogrywka (d)
- sezon 1985/1986

I runda ŁKS II Łódź 3-2 (d)
II runda Polonia Bytom 1-2 dogrywka (d)
- sezon 1986/1987

I runda GKS Bełchatów 0-2 (d)
- sezon 1990/1991

I runda Elana Toruń 3-4 (d)
- sezon 1995/1996

I runda Górnik II Zabrze  0-14 (w)
- sezon 2004/2005

I runda ŁKS Łódź 0-5 (d)
- sezon 2005/2006

runda wstępna Jagiellonia II Białystok 3-1 (d)
I runda Widzew Łódź 3-2 (d)
II runda Wisła Płock 0-2 (d)

## Poszczególne sezony

### Bilans ligowy w poprzednich sezonach
- sezon 2001/2002  30 meczów, 16 punktów, bramki 39-114
- sezon 2002/2003  30 meczów, 61 punktów, bramki 80-20
- sezon 2003/2004  30 meczów, 78 punktów, bramki 105-19
- sezon 2004/2005  34 mecze, 48 punktów, bramki 55-40

| #  | Data       | Dom/Wyjazd | Rywal                          | Wynik | Strzelcy                                                                                                |
| -- | ---------- | ---------- | ------------------------------ | ----- | --- |
| 1  | 14-08-2005 | wyjazd     | Łódzki KS II                   | 0-0   | |
| 2  | 20-08-2005 | dom        | Start Łódź                     | 4-1   | Marcin Kobierski 5, 15, 82; Mariusz Graczykowski 75 (k)                                                 |
| 3  | 24-08-2005 | wyjazd     | MKP Zgierz                     | 0-0   | |
| 4  | 27-08-2005 | dom        | Orzeł Parzęczew                | 1-0   | Łukasz Mitek 31                                                                                         |
| 5  | 04-09-2005 | wyjzad     | LKS Bałucz                     | 0-1   | |
| 6  | 10-09-2005 | dom        | Włókniarz Pabianice            | 1-0   | Mariusz Wróbel                                                                                          |
| 7  | 14-09-2005 | wyjazd     | WOY Opoczno                    | 0-1   | |
| 8  | 17-09-2005 | dom        | Omega Kleszczów                | 0-1   | |
| 9  | 25-09-2005 | wyjazd     | Pelikan II Łowicz              | 1-0   | Marcin Kobierski                                                                                        |
| 10 | 01-10-2005 | dom        | GKS II Bełchatów               | 5-0   | Łukasz Mitek 63, 68 (k), Mariusz Graczykowski 53 (k), Arsen Asatrjan-Fijałkowski 26, Tomasz Sośnicki 11 |
| 11 | 05-10-2005 | wyjazd     | Stal Niewiadów                 | 4-2   | Mariusz Graczykowski 11, 60 (k) Marcin Kobierski 39, Mariusz Wróbel 68.                                 |
| 12 | 08-10-2005 | dom        | Concordia Piotrków Trybunalski | 1-2   | Marcin Kobierski 34                                                                                     |
| 13 | 15-10-2005 | wyjazd     | Warta Działoszyn               | 2-2   | "Fabiano" 14, Mariusz Wróbel 56                                                                         |
| 14 | 22-10-2005 | dom        | Pogoń-Ekolog Zduńska Wola      | 1-2   | Tomasz Chrzanowski 88                                                                                   |
| 15 | 29-10-2005 | wyjazd     | Sokół Aleksandrów Łódzki       | 2-2   | Łukasz Markiewicz 75, Marcin Kobierski 82                                                               |
| 16 | 05-11-2005 | dom        | Włókniarz Konstantynów Łódzki  | 1-1   | "Fabiano" 65 (k)                                                                                        |
| 17 | 11-11-2005 | wyjazd     | KKS Koluszki                   | 2-1   | Marcin Kobierski 3, Mariusz Graczykowski 90 (k)                                                         |
| 18 | 26-04-2006 | dom        | Łódzki KS II                   | 2-0   | Piotr Kobierski 72, Michał Stolarski 90                                                                 |
| 19 | 17-05-2006 | wyjazd     | Start Łódź                     | 1-0   | Michał Stolarski 46                                                                                     |
| 20 | 29-06-2006 | dom        | MKP Zgierz                     | 1-2   | Mariusz Wróbel 45                                                                                       |
| 21 | 01-04-2006 | wyjazd     | Orzeł Parzęczew                | 0-0   | |
| 22 | 05-04-2006 | dom        | LKS Bałucz                     | 0-0   | |
| 23 | 08-04-2006 | wyjazd     | Włókniarz Pabianice            | 0-0   | |
| 24 | 14-04-2006 | dom        | WOY Opoczno                    | 2-1   | Marcin Kobierski 72, Mariusz Graczykowski 87                                                            |
| 25 | 22-04-2006 | wyjazd     | Omega Kleszczów                | 0-1   | |
| 26 | 29-04-2006 | dom        | Pelikan II Łowicz              | 2-0   | Piotr Kobierski 29, Kubiak 90                                                                           |
| 27 | 03-05-2006 | wyjazd     | GKS II Bełchatów               | 0-3   | |
| 28 | 06-05-2006 | dom        | Stal Niewiadów                 | 2-0   | Łukasz Markiewicz 55, Marcin Kobierski 67                                                               |
| 29 | 13-05-2006 | wyjazd     | Concordia Piotrków Trybunalski | 0-3   | |
| 30 | 20-05-2006 | dom        | Warta Działoszyn               | 4-1   | Łukasz Mitek 10, Matysiak 55, Pawłowski 59 (s), Kubiak 86                                               |
| 31 | 20-05-2006 | wyjazd     | Pogoń-Ekolog Zduńska Wola      | 1-0   | Łukasz Markiewicz 15                                                                                    |
| 32 | 31-05-2006 | dom        | Sokół Aleksandrów Łódzki       | 0-2   | |
| 33 | 04-06-2006 | wyjazd     | Włókniarz Konstantynów Łódzki  | 2-3   | Piotr Kobierski 32, Marcin Kobierski 75                                                                 |
| 34 | 11-06-2006 | dom        | KKS Koluszki                   | 3-2   | Marcin Kobierski 50, 62, Mariusz Graczykowski 75                                                        |

- sezon 2006/2007  38 meczów, 79 punktów, bramki 76-30
- sezon 2007/2008  34 mecze, 81 punktów, bramki 94-27
- sezon 2008/2009  30 meczów, 48 punktów, bramki 36-26
- sezon 2009/2010  30 meczów, 45 punktów, bramki 40-38
- sezon 2010/2011  30 meczów, 30 punktów, bramki 41-50
- sezon 2011/2012  30 meczów, 30 punktów, bramki 34-45
- sezon 2012/2013  30 meczów, 27 punktów, bramki 27-46
- sezon 2013/2014   38 meczów, 66 punktów, bramki 57-46

| # | Data       | Dom/Wyjazd | Rywal                      | Wynik | Strzelcy                               |
| - | ---------- | ---------- | -------------------------- | ----- | -------------------------------------- |
| 1 | 09-08-2014 | dom        | Polonia Warszawa           | 2-0   | Marcin Kobierski 63, Michał Stasiak 85 |
| 2 | 16-08-2014 | wyjazd     | Lechia Tomaszów Mazowiecki | 1-3   | Michał Stasiak 52                      |
| 3 | 20-08-2014 | dom        | Świt Nowy Dwór Mazowiecki  | -     |                                        |